# Контрада Пиставекија (Палермо)
Контрада Пиставекија је насеље у Италији у округу Палермо, региону Сицилија.
Према процени из 2011. у насељу је живело 239 становника. Насеље се налази на надморској висини од 4 м.